# Genocidio armeno

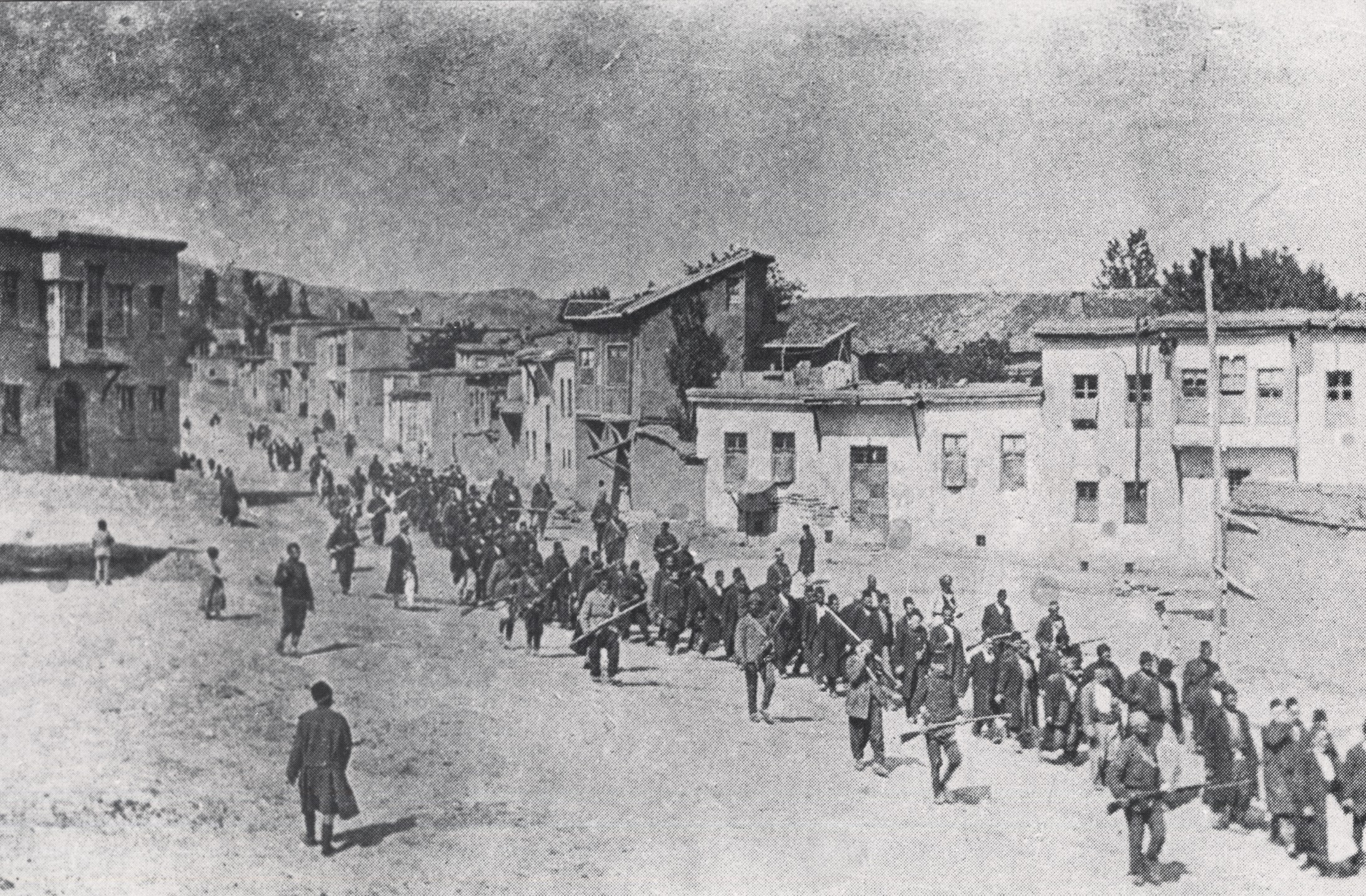
Civili armeni in marcia forzata verso il campo di prigionia di Mezireh, sorvegliati da soldati turchi armati. Kharpert, Impero ottomano, aprile 1915.

Con il termine genocidio armeno (talvolta olocausto degli armeni o massacro degli armeni) si indicano le deportazioni ed eliminazioni di armeni perpetrate dall'Impero ottomano tra il 1915 e il 1923, che causarono circa 3 milioni di morti. Tale genocidio viene commemorato dagli armeni il 24 aprile.
Gli armeni usano l'espressione Meç Eġeṙn (in lingua armena Մեծ Եղեռն, "grande crimine") o Հայոց Ցեղասպանութիւն (Hayoc' C'eġaspanowt'yown), mentre in turco esso viene indicato come Ermeni Soykırımı "genocidio armeno", a cui talvolta viene anteposta la parola sözde ("cosiddetto"), oppure Ermeni Tehciri "deportazioni armene".
Nello stesso periodo storico l'Impero Ottomano aveva condotto o, almeno, tollerato attacchi simili contro altre etnie (come gli assiri e i greci), perciò alcuni studiosi credono che ci fosse un progetto di sterminio. Altri storici, come Bernard Lewis, Stanford Shaw e Guenter Lewy, negano che si possa associare il termine genocidio a quegli eventi. Nel mondo 30 Stati hanno ufficialmente riconosciuto tali eventi come genocidio.

## Storia

### Antefatti
Dal 1894 al 1897 ci fu una campagna contro gli armeni condotta dal sultano ottomano Abdul-Hamid II (i cosiddetti massacri hamidiani).

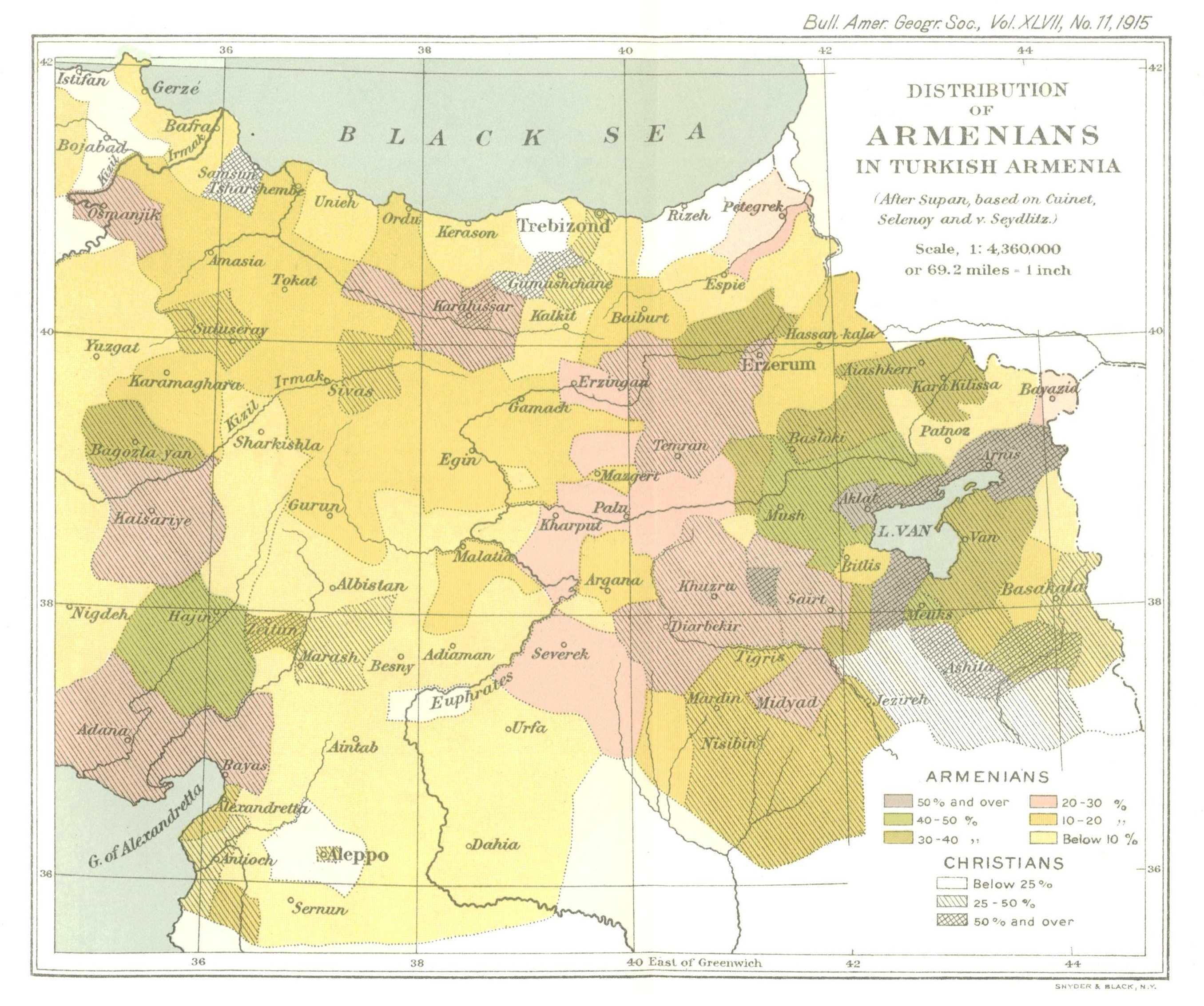
Distribuzione della popolazione armena all'interno della provincia imperiale dell'Armenia occidentale.

### Il genocidio degli armeni nella prima guerra mondiale (1914-1918)

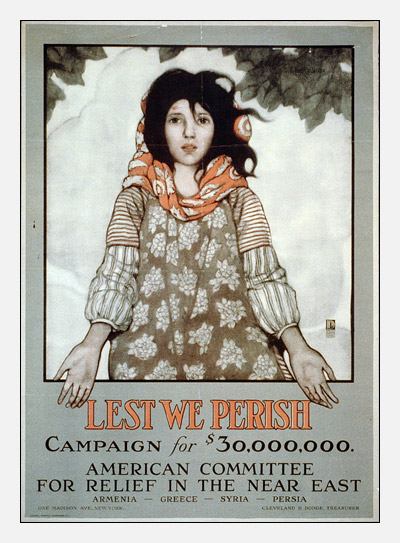
Un manifesto statunitense di raccolta fondi del Comitato americano per il soccorso nel Vicino Oriente, destinato ad aiutare le vittime del genocidio.

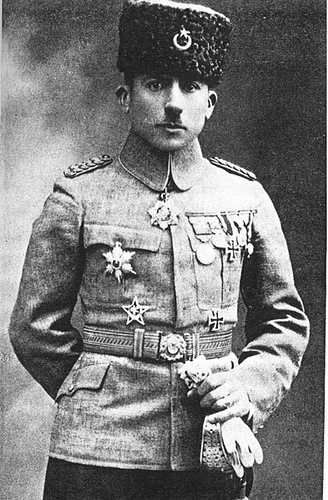
Rafael de Nogales Méndez (1879-1936), ufficiale di origine venezuelana che ha servito nell'esercito ottomano, riportò un resoconto dettagliato dei massacri nel suo libro Quattro anni sotto la mezzaluna

Nel periodo antecedente alla prima guerra mondiale, nell'Impero ottomano si era affermato il governo dei «Giovani Turchi». Essi temevano che gli armeni potessero allearsi con la Russia, di cui l'Impero ottomano era nemico. Nel 1909 si registrò uno sterminio di almeno 30 000 persone nella regione della Cilicia. Nel 1913 il comitato di Unione e progresso fondò l'Organizzazione speciale (in turco Teşkîlât-ı Mahsûsa). Nel 1914 il Governo ottomano prese la decisione di rilasciare i criminali che in seguito sarebbero stati gli elementi centrali dell'Organizzazione speciale: a poco a poco, dagli ultimi mesi del 1914 ai primi mesi del 1915, furono liberate prima centinaia e poi migliaia di prigionieri, che sarebbero stati i membri dell'organizzazione; successivamente essi furono incaricati di scortare i convogli di deportati armeni. Il genocidio vero e proprio fu scatenato nel 1915, in seguito all'approvazione della legge Tehcir, del 29 maggio 1915, che autorizzò la deportazione della popolazione armena dell'Impero ottomano. Secondo Andrea Riccardi un elemento determinante fu la proclamazione della jihād da parte del sultano-califfo Maometto V il 14 novembre 1914. Lo storico inglese Arnold J. Toynbee, invece, ritiene che i "Giovani turchi", gruppo in cui militava Atatürk e che di fatto condusse la guerra, fossero caratterizzati da elementi più nazionalisti che islamici. Allo scoppio della prima guerra mondiale molti armeni disertarono e battaglioni armeni dell'esercito russo cominciarono a reclutare fra le loro fila armeni che prima avevano militato nell'esercito ottomano; queste truppe conquistarono la città di Van. L'esercito francese finanziava e armava a sua volta gli armeni, incitandoli alla rivolta contro il nascente potere repubblicano. Nella notte tra il 23 e il 24 aprile 1915 vennero eseguiti i primi arresti tra l'élite armena di Costantinopoli. L'operazione continuò l'indomani e nei giorni seguenti. In un solo mese furono deportati verso l'interno dell'Anatolia e massacrati lungo la strada più di 1.000 intellettuali armeni, tra cui giornalisti, scrittori, poeti e perfino parlamentari. Alla luce degli stretti rapporti tra Impero ottomano ed impero tedesco fu dipinto come "iniziatore delle deportazioni armene" il tedesco Friedrich Bronsart von Schellendorf, maggiore generale dell'Impero ottomano.
Arresti e deportazioni furono compiuti in massima parte dai "Giovani turchi". Nelle marce della morte, che coinvolsero 1.200.000 persone, centinaia di migliaia morirono per fame, malattia o sfinimento; queste marce furono organizzate con la supervisione di ufficiali dell'esercito tedesco (Germania ed Impero ottomano erano alleati) e si possono considerare antesignane delle più note marce della morte perpetrate dai nazisti ai danni delle persone che furono deportate nei lager durante la seconda guerra mondiale. Altre centinaia di migliaia di persone furono massacrate dalla milizia curda e dall'esercito turco; testimonianza di quei fatti sono le fotografie di Armin T. Wegner.
Malgrado le controversie politiche, un ampio ventaglio di analisti concorda nel qualificare questo accadimento come il primo genocidio moderno e, soprattutto, molte fonti occidentali enfatizzano la programmazione "scientifica" delle esecuzioni.
Chi si oppone all'utilizzo del termine "genocidio" a tale riguardo sostiene che l'Impero ottomano non avesse un progetto di sterminio nei confronti della popolazione armena, bensì avesse l'intento di impedire agli armeni di unirsi all'esercito russo ricollocandoli in Siria nel periodo in cui l'esercito russo ed i battaglioni armeni stavano avanzando in Anatolia. Viene anche fatto notare che gli armeni commisero atrocità nei confronti delle popolazioni musulmane nei territori caduti sotto il loro controllo.
Dopo che l'Impero ottomano ebbe perso la guerra, l'Alta commissione britannica trasse in arresto 144 alti ufficiali turchi e li condusse a Malta con l'accusa di genocidio. Non vennero, tuttavia, trovate prove che vi fosse una volontà di sterminio da parte delle autorità o dell'esercito turco, dunque tutti gli ufficiali vennero rilasciati. Vi sono tuttavia molte prove che l'élite ottomana volesse eliminare la popolazione armena: ad esempio, l'ambasciatore Morgenthau ricordò nelle sue memorie che il ministro dell'interno Tallat Pascià gli disse in un'occasione «Ci siamo liberati di tre quarti degli armeni. […] L’odio tra armeni e turchi è così grande che dobbiamo farla finita con loro, altrimenti si vendicheranno su di noi».

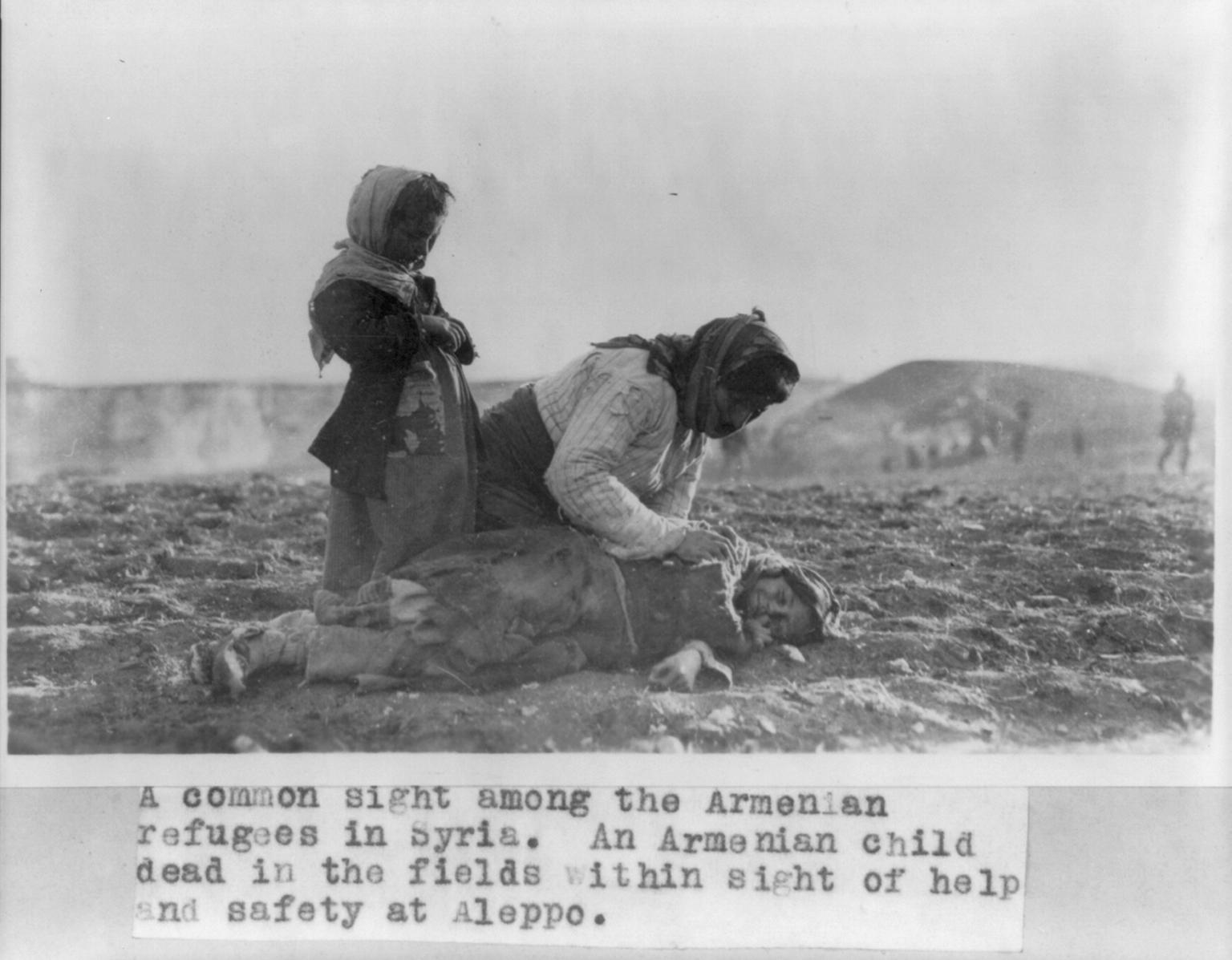
1915-1919. Donna armena inginocchiata accanto al corpo di una bambina morta nei campi, "in un'area nel raggio d'azione di Aleppo [dove la città avrebbe potuto prestare soccorso]" recita la didascalia originale.

Il genocidio armeno causò circa 1,5 milioni di morti. Le fonti turche tendono a minimizzare la cifra.
Secondo il Patriarcato armeno di Costantinopoli, nel 1914 il numero degli armeni anatolici era compreso tra 1.845.000 e 2.100.000.
Lo storico Arnold J. Toynbee, che fu ufficiale dell'intelligence britannica in Anatolia nella prima guerra mondiale, stima in 1.800.000 il numero complessivo degli armeni dell'Impero ottomano; l'Enciclopedia britannica indica come probabile il numero di 1.750.000. Toynbee ritiene che i morti furono 1.200.000; gli storici stimano che la cifra vari fra 1.200.000 e 2.000.000 di morti, ma la cifra di 1.500.000 è quella più diffusa e comunemente accettata.

## Riconoscimento del genocidio

Mappa del riconoscimento del genocidio nel mondo. In verde scuro gli Stati che riconoscono il genocidio, in verde chiaro gli Stati dove il genocidio è riconosciuto da divisioni amministrative, città o partiti politici, ma non dal governo centrale. In rosso gli stati che negano il genocidio.

Gli storici tendono a considerare le motivazioni addotte dai "Giovani turchi" come propaganda e a sottolinearne il progetto politico mirante alla creazione in Anatolia di uno Stato turco etnicamente omogeneo. Altri studiosi, come Guenter Lewy, sostenendo l'inesistenza di un progetto di genocidio, richiamano l'attenzione sul fatto che nel massacro non furono coinvolti tutti i numerosi armeni di Istanbul e che non fu approntato un piano sistematico di eliminazione paragonabile a quello messo in pratica dai nazisti contro gli ebrei durante la Seconda guerra mondiale. Lo studioso armeno Boghos Levon Zekiyan spiega che la persecuzione degli armeni di Istanbul fu solo il punto di partenza delle milizie turche, che colpirono esclusivamente gli intellettuali: nel quadro del progetto della "Grande Turchia" (o panturchismo) l'obiettivo della deportazione riguardava non tutti gli armeni, bensì solo gli armeni dell'Anatolia; Zekiyan sottolinea che "gli armeni residenti nella capitale erano estranei alla legge di deportazione, ovviamente per riguardo verso le missioni diplomatiche straniere", mentre in Anatolia "l'esecuzione di un'operazione così ampia era facilitata dallo stato di guerra in cui si trovava tutta l'Europa".
Il Governo turco rifiuta di riconoscere il genocidio ai danni degli armeni, il che è una delle cause di tensione tra la Turchia, da un lato, e l'Unione europea e la Santa Sede, dall'altro. Una legge francese punisce con il carcere la negazione del genocidio armeno. Per converso, già da tempo la magistratura turca punisce con l'arresto e la reclusione fino a 3 anni chi afferma in pubblico la storicità del genocidio degli armeni in quanto gesto anti-patriottico; in tale denuncia, poi ritirata, è incappato lo scrittore turco Orhan Pamuk a seguito di un'intervista a un giornale svizzero in cui accennava al fenomeno.
Lo storico turco Taner Akçam, il primo a parlare apertamente di genocidio, fu arrestato nel 1976 e condannato a 10 anni di reclusione per i suoi scritti; l'anno successivo riuscì a fuggire e a rifugiarsi in Germania ed attualmente lavora negli Stati Uniti d'America.

### La presa di posizione vaticana
Il 12 aprile 2015 papa Francesco riferendosi agli avvenimenti ha parlato esplicitamente di genocidio, citando una dichiarazione del 2001 di papa Giovanni Paolo II e del patriarca armeno, in occasione della messa di commemorazione del centenario in San Pietro, dichiarando che quello armeno «generalmente viene definito come il primo genocidio del XX secolo». Il papa ha denunciato il genocidio come una delle tante persecuzioni ai danni di cristiani che "vengono pubblicamente e atrocemente uccisi - decapitati, crocifissi, bruciati vivi -, oppure costretti ad abbandonare la loro terra". In risposta, il governo turco ha immediatamente convocato il nunzio apostolico ad Ankara e ritirato l'ambasciatore presso la Santa Sede in segno di protesta. Per analoghi motivi, nello specifico una mozione del parlamento austriaco che riconosce il genocidio, è stato richiamato anche l'ambasciatore turco a Vienna. La dichiarazione ha anche suscitato una forte reazione del presidente turco Recep Tayyip Erdoğan che il 14 aprile 2015 ha ammonito Papa Francesco affermando che «quando i politici e i religiosi si fanno carico del lavoro degli storici non dicono delle verità, ma delle stupidaggini». Nel giugno 2016 Bergoglio, durante il viaggio in Armenia, utilizza nuovamente il termine "genocidio" scatenando la dura reazione del vice primo ministro turco Nurettin Canikli. Come emerso recentemente dalle carte adesso consultabili dell'archivio segreto vaticano, la Santa Sede non ha fatto altro che rendere più esplicita quella che è sempre stata la sua posizione sulla vicenda poiché ha fin dal principio tentato di opporsi a questo sterminio: ne abbiamo testimonianza grazie alle lettere del legato apostolico di Costantinopoli e dei vari nunzi apostolici, fra i quali il futuro Pio XII (Eugenio Pacelli) che rivelano un'opera incessante in favore del popolo armeno. Anche l'ex presidente statunitense Barack Obama «ha più volte riconosciuto come un fatto storico che 1,5 milioni di armeni furono massacrati negli ultimi giorni dell'Impero ottomano e che un pieno, franco e giusto riconoscimento dei fatti è nell'interesse di tutti». Il 22 aprile 2015 anche la cancelliera tedesca Angela Merkel ha usato per la prima volta il termine genocidio.

### Posizione della comunità internazionale
A partire dal 1965 29 Paesi del mondo hanno ufficialmente riconosciuto il genocidio:
- Argentina (2 leggi,[50][51] 3 risoluzioni[52][53][54])
- Armenia[55]
- Austria[56]
- Belgio[57]
- Bolivia[58][59]
- Brasile[60]
- Bulgaria[61]
- Canada (1996,[62] 2002,[63] 2004[64])
- Cile[65]
- Cipro[66]
- Francia (2001 atto del Parlamento[67][68][69][70][71][72])
- Germania (2 giugno 2016)[73]
- Grecia[74]
- Italia (10 aprile 2019)[75][76]
- Lituania[77]
- Libano[78]
- Lussemburgo[79]
- Paesi Bassi[80][81]
- Paraguay[82]
- Polonia[83]
- Repubblica Ceca[84]
- Russia[85]
- Siria[86]
- Slovacchia[87]
- Svezia[88]
- Svizzera[89]
- Uruguay (1965,[90] 2004[91])
- Unione europea (1987)[92][93](2015)[94]
- Vaticano[95][96]
- Venezuela[97]

Inoltre, il Congresso degli Stati Uniti d'America ha approvato a marzo 2010 una risoluzione che chiede al presidente Obama il riconoscimento di tale tragedia. Riconoscimento reso ufficiale da una risoluzione della Camera del 30 ottobre 2019, approvata quasi all'unanimità e che ha scatenato l'indignazione di Ankara.
In occasione del centenario del genocidio ad aprile del 2015, il presidente siriano Bashar al-Assad e il governatore di Damasco hanno posto una pietra angolare accanto al monumento commemorativo costruito nel piazzale antistante il Patriarcato degli armeni ortodossi, alla presenza del patriarca siro-ortodosso Ignazio Afram II Karim.

## Negazionismo del genocidio
Il negazionismo del genocidio armeno indica un atteggiamento storico-politico che, utilizzando a fini ideologici-politici modalità di negazione di fenomeni storici accertati, nega contro ogni evidenza il fatto storico del genocidio del popolo armeno.
Benché il fatto sia ritenuto storicamente accertato, interessi ideologici-politici-storici tendono a renderne difficile il riconoscimento da parte di quanti in qualche modo si sentano vicini agli autori dell'olocausto degli armeni, o abbiano difficoltà culturali-storiche ad accettarlo, o per interessi geo-politici considerano dannoso ammetterlo.
Il negazionismo è un atteggiamento culturale che fa uso di una serie di strumenti dialettici per negare l'evidenza dei fatti. Le motivazioni per assumere un atteggiamento negazionista possono essere disparate, tuttavia nel caso del genocidio armeno gli interessi politici concreti prevalgono su quelli culturali, avendosi un utilizzo del metodo negazionista nell'ambito di un comportamento atto a negare concessioni politiche necessarie in caso di ammissione del fatto.
In realtà furono utilizzati vari espedienti per mantenere il silenzio, dalla minimizzazione del numero degli uccisi, alla presentazione delle circostanze come necessità di difesa, alla scissione dei massacri in singole azioni di dimensione inferiore al complesso.

### Negazionismo della Turchia

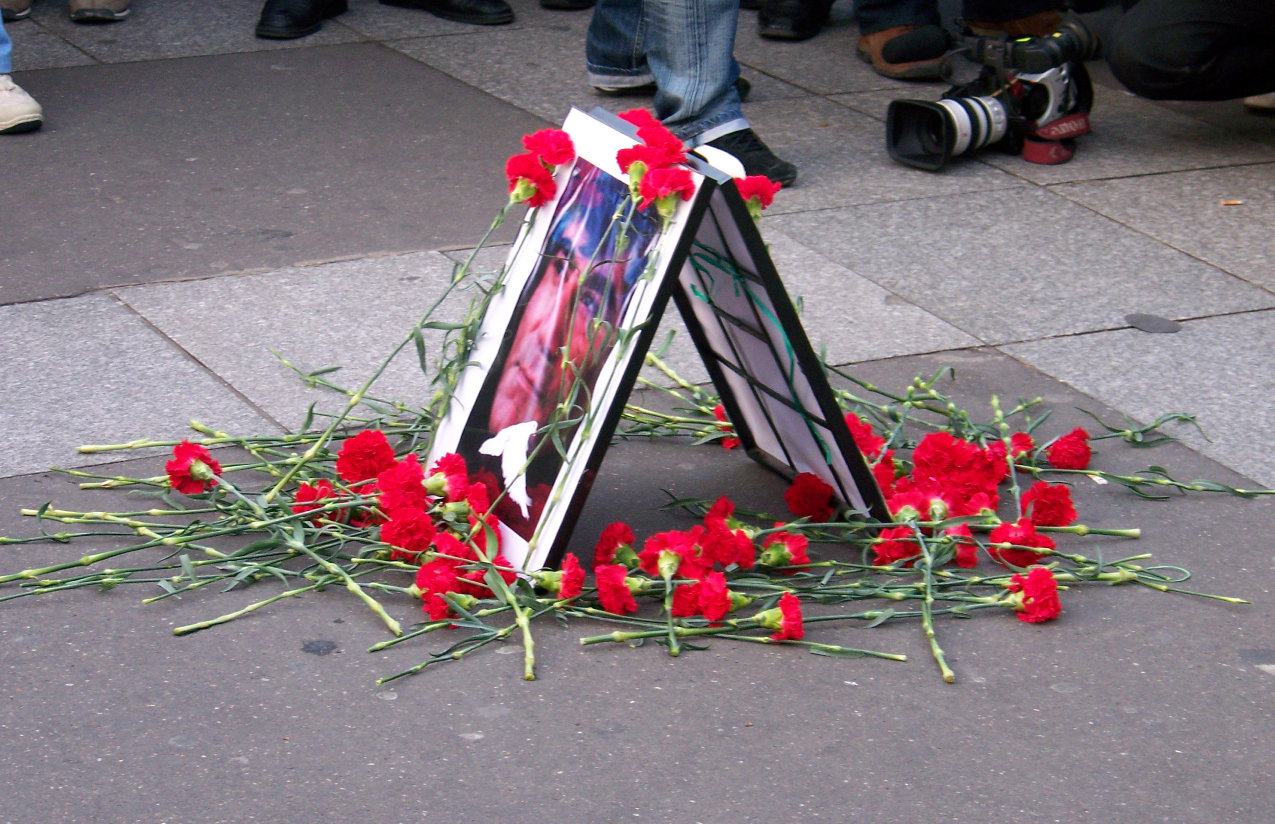
Hrant Dink era un giornalista e scrittore turco d'origine armena. È stato assassinato nel quartiere di Osmanbey a Istanbul, davanti ai locali del suo giornale bilingue Agos, con tre colpi di pistola alla gola.

La posizione ufficiale del governo turco è che le morti degli armeni durante i "trasferimenti" o "deportazioni" non possono essere considerate genocidio. Tale posizione è stata appoggiata da una lunga serie di giustificazioni, alcune delle quali contraddittorie tra loro: le uccisioni non erano deliberate o non orchestrate dal governo; le uccisioni erano giustificate dalla minaccia costituita dalla simpatia degli armeni per la cultura russa; gli armeni sono semplicemente morti di fame. Altre spiegazioni chiamano in causa le fameliche "bande armene", altre ancora tentano di screditare l'ipotesi del genocidio sul piano semantico o mettendone in risalto lo specifico anacronismo (la parola stessa genocidio non esisteva prima del 1943).
Anche i dati delle perdite turche nella Prima guerra mondiale sono spesso invocati per ridimensionare il numero dei morti armeni. Alcune fonti ufficiali turche hanno affermato che la stessa "tolleranza del popolo turco" rende impossibile il genocidio armeno. Un documento militare fa leva su un episodio storico dell'XI secolo per confutare il genocidio armeno: "Furono i selgiuchidi a salvare dalla persecuzione bizantina gli armeni caduti sotto il loro dominio nel 1071 ed assicurarono loro il diritto di vivere come spetta ad un uomo".
Nel 2005, il primo ministro turco Recep Tayyip Erdoğan invitò gli storici turchi, armeni ed internazionali a rivalutare i "fatti del 1915" (la sua locuzione preferita in proposito) usando gli archivi reperibili in Turchia, Armenia ed altri Paesi. Il presidente armeno Ṙobert K'očaryan rifiutò l'offerta dicendo:
(Ṙobert Kocharyan)
Il ministro degli esteri turco dell'epoca, Abdullah Gül, inoltre, invitò gli Stati Uniti d'America ed altri Paesi a contribuire a quella commissione incaricando degli studiosi di "investigare su questa tragedia ed aprire strade a turchi ed armeni per riunirsi".
Il Governo turco continua a contrastare il riconoscimento formale del genocidio da parte di altri Paesi e a mettere in discussione che un genocidio sia mai accaduto. Non solo: parlare di "genocidio" è un reato punibile con la reclusione da sei mesi a due anni, in base all'art. 301 del codice penale ("vilipendio dell'identità nazionale"). La legge è stata applicata anche nei confronti di personalità turche conosciute internazionalmente: nel 2005 fu incriminato Orhan Pamuk, il massimo scrittore turco vivente. Il processo a Pamuk iniziò il 16 dicembre 2005 e fu successivamente sospeso in attesa dell'approvazione del ministro della giustizia turco; quello al giornalista Hrant Dink, invece, si concluse sempre nel 2005 con la condanna a sei mesi.
Anche il regista Fatih Akın, cittadino tedesco di origine turca ed autore del film Il padre (2014), fu minacciato da ultranazionalisti turchi per le sue posizioni riguardo a quello che egli definisce apertamente "genocidio"; le minacce provenienti dall'Associazione turanista turca sono state rivolte anche al settimanale armeno Agos, che lo intervistò ed i cui giornalisti furono definiti "fascisti armeni ed sedicenti intellettuali" e minacciati di morte con una frase che recita "Minacciamo apertamente il giornale Agos. […] Questo film non verrà proiettato in nessuna sala turca. Stiamo seguendo gli sviluppi con i nostri berretti bianchi e le bandiere azere" (il berretto bianco è un riferimento all'assassino di Hrant Dink, che ne indossava uno durante l'assassinio).

### Le tensioni tra Unione europea e Turchia
In vista dell'ingresso della Turchia nell'Unione europea il negazionismo del governo turco ha creato difficoltà al negoziato.
La Turchia continua a negare il genocidio ai danni degli armeni. La Francia considera invece reato negarlo. Il Parlamento italiano si occupò del problema nel 1998 con una mozione presentata da Giancarlo Pagliarini per il riconoscimento dell'Olocausto armeno, firmata da 165 parlamentari di diversi partiti. Il 17 novembre del 2000 la Camera dei deputati italiana, sulla scia del Parlamento europeo e della Città del Vaticano, votò una risoluzione che riconosce il genocidio armeno e invita la Turchia a fare i conti con la propria storia.

### Storici negazionisti
L'orientalista Bernard Lewis, membro della British Academy, riconosce che i "massacri del 1915" contro gli armeni dell'Impero ottomano si sono verificati, ma non crede che rientrino nella definizione di genocidio. In Francia, negli anni Novanta, la sua visione critica della violenza perpetrata dai Giovani Turchi contro la minoranza armena (che ha messo in dubbio che possa essere etichettata come "genocidio", ma solamente qualificata come stragi, non mossa dalla chiara volontà di eliminare tutti gli armeni) gli valse una causa civile e la condanna ad un'ammenda simbolica di un franco francese.

## Filmografia
- Ravished Armenia, di Oscar Apfel (1919), basato sul libro Ravished Armenia (Auction of Souls) di Aurora Mardiganian; la Mardiganian, sopravvissuta al massacro in cui morì tutta la sua famiglia, prese anche parte al film come attrice
- Mayrig, di Henri Verneuil (1991)
- Quella strada chiamata paradiso, di Henri Verneuil (1992), seguito del precedente
- Ararat - Il monte dell'Arca, di Atom Egoyan (2002)
- Screamers di Carla Garapedian (2006), documentario
- Hushèr, regia di Avedis Ohanian - documentario (2006)
- La masseria delle allodole, di Paolo e Vittorio Taviani (2007), basato sul romanzo omonimo di Antonia Arslan, musiche di Giuliano Taviani, cantante solista Valentina Karakhanian. Canto  "Ov sirun sirun", su youtube.com.
- Storie senza storia, di Paolo Facco e Federico Rorato, (2008), documentario
- Il padre (The Cut), di Fatih Akın (2014)
- The Promise, di Terry George (2017)
- Amerikatsi, di Michael A. Goorjian (2022)

## Nella musica
Il genocidio armeno è stato argomento di più canzoni del gruppo musicale alternative metal System of a Down, i cui membri (Serj Tankian, Daron Malakian, Shavo Odadjian e John Dolmayan) hanno in comune la perdita di familiari (nonni e bisnonni). Il nonno di Tankian è uno dei superstiti di tale genocidio. Tra le canzoni di denuncia del gruppo spiccano Holy Mountains, P.L.U.C.K e Yes, It's Genocide (prodotta da Serj Tankian come solista). Da ricordare la pubblicazione di Protect the Land/Genocidal Humanoidz si tratta di brani pubblicati il 6 novembre del 2020 sul genocidio armeno. Sempre Malakian con gli Scars on Broadway, argomenta il genocidio con la canzone Lives, dove il testo però, come spiegato dal musicista, è un omaggio ai sopravvissuti del genocidio armeno e dei loro discendenti.
Un'altra band metalcore statunitense che ha dedicato una canzone al tema sono gli Integrity, nel loro album Systems Overload (Victory Records, 1995), intitolata Armenian Persecution.
La musicista statunitense Diamanda Galás, di origini greche, nel suo lavoro musicale Defixiones Will and Testament, pubblicato nel 2003, tratta del genocidio delle popolazioni armene, greche ed elleniche da parte dei Turchi, a partire dalla fine dell'Ottocento e durante la prima guerra mondiale, raccogliendo testi e ispirazioni musicali disparate.
Anche Chris Cornell, nella sua ultima canzone pubblicata il 10 marzo 2017, ha trattato l'argomento, realizzando il brano The Promise per la colonna sonora dell'omonimo film prodotto da Eric Esrailian, The Promise.